# Pussos São Pedro
Pussos São Pedro ist eine Gemeinde (Freguesia) im portugiesischen Kreis (Concelho) von Alvaiázere.
Die Gemeinde hat 1.993 Einwohner auf einer Fläche von 41,18 km² (Zahlen nach Stand 30. Juni 2011).
Sie entstand im Zuge der Gebietsreform vom 29. September 2013 durch Zusammenlegung der Gemeinden Pussos und Rego da Murta. Pussos wurde Sitz dieser neu gebildeten Gemeinde.